# WWF North American Heavyweight Championship
Le WWF North American Championship était un titre de la World Wrestling Federation de 1979 à 1981.
Elle était réservée au catcheur américain du Nord des États-Unis. Le titre a disparu en 1981 car il a été unifié avec le WWF South American Heavyweight Championship et cette union a donné naissance au Intercontinental Championship, qui est alors devenu un trophée secondaire.